# Peperbrug
De Peperbrug (brug 281) is een ophaalbrug in Amsterdam-Centrum.
De brug verbindt de Peperstraat met de Nieuwe Uilenburgerstraat. Ze overspant daarbij de Rapenburgwal, die alleen aan de zuidwest kant van de brug een kade heeft, de Oostersekade. De brug, zelf vanaf 2002 een rijksmonument, wordt omringd door een aantal gemeentelijke en rijksmonumenten, zonder dat zich daar bekende gebouwen onder bevinden.
Er ligt hier al eeuwen een brug. Pieter Bast tekende op zijn kaart uit 1599 hier al een dubbele ophaalbrug in tussen Rapenbrug en Uilenburg. Op de tekening van Balthasar Florisz. van Berckenrode is die constructie scherper ingetekend. De moderne geschiedenis van de brug begint rond 1860. Op de plaats van de dan houten ophaalburg werd er een ijzeren ophaalbrug neergelegd, waarvan het ontwerp afkomstig was van de voorloper van de Dienst der Publieke Werken en wel van stadsarchitect Bastiaan de Greef. Die brug hield het uit tot 1929, maar was toen aan vervanging toe. De ijzeren ophaalbruggen waren onder het bewind van Wichert Arend de Graaf steeds maar gemoderniseerd, maar het basisprincipe bleef daarbij ongewijzigd, vandaar haar 19e-eeuwse uiterlijk. In zes maanden tijd was de brug klaar. Ook de invoer van elektrisch bedienbare bruggen deed haar invloed gelden. Die brug ligt er nog steeds ongewijzigd bij, alleen het wegdek is regelmatig vernieuwd (gegevens 2017).
Het monumentenregister omschreef de brug in 2017 als volgt: Een ophaalbrug met in wezen drie doorvaarten waarvan de zuidelijkste is afgetimmerd. Ze is gelegen tussen uitgebouwde landhoofden van baksteen afgewerkt met natuursteen. Verdere karakteristieken zijn het houten brugdek, een hameipoort van geklonken ijzer en een balans met vakwerk. De uit 1929 stammende brughekken zijn nog aanwezig. De balustrades zijn van smeedijzer.

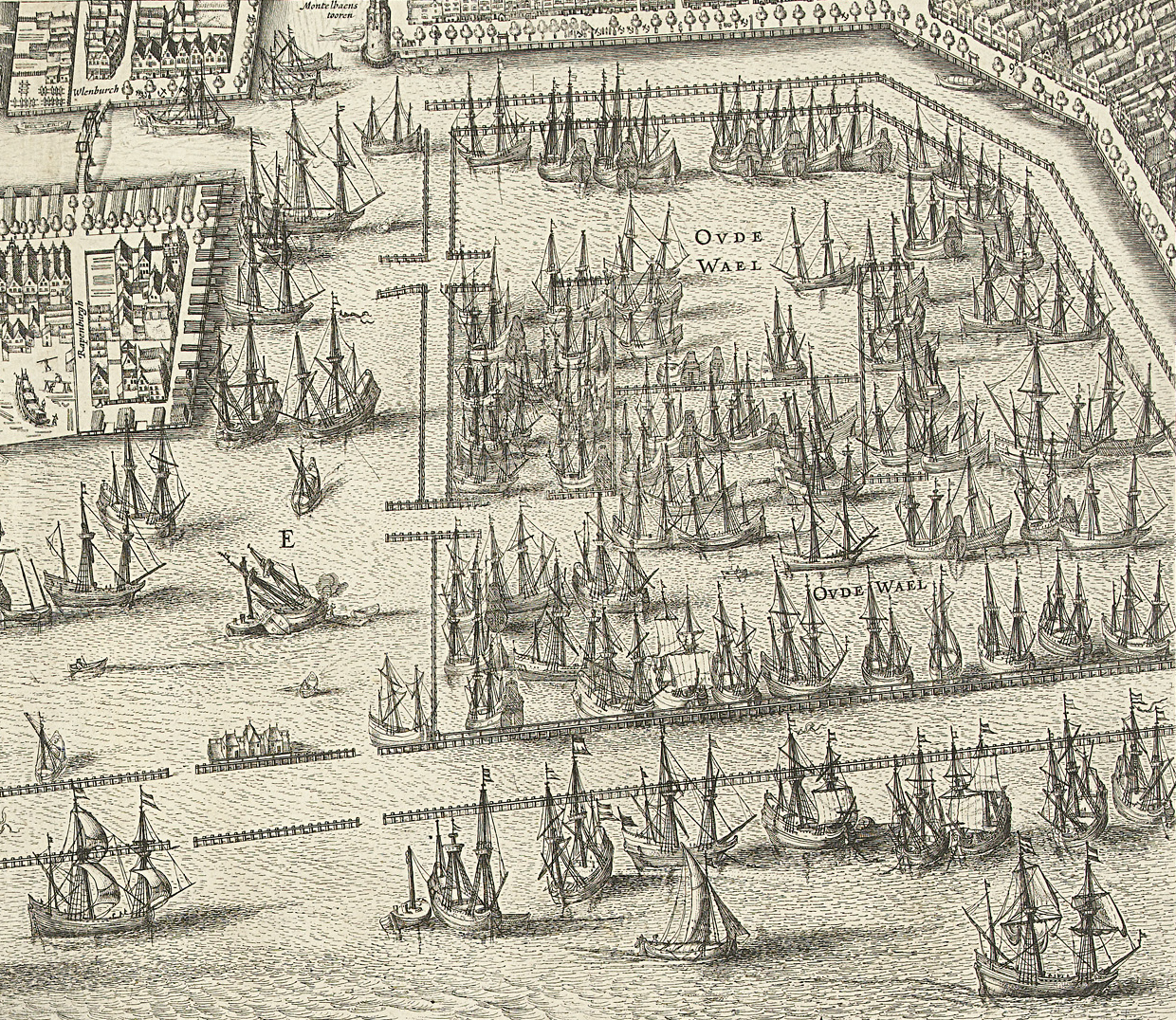
De Peperbrug in 1625 links boven
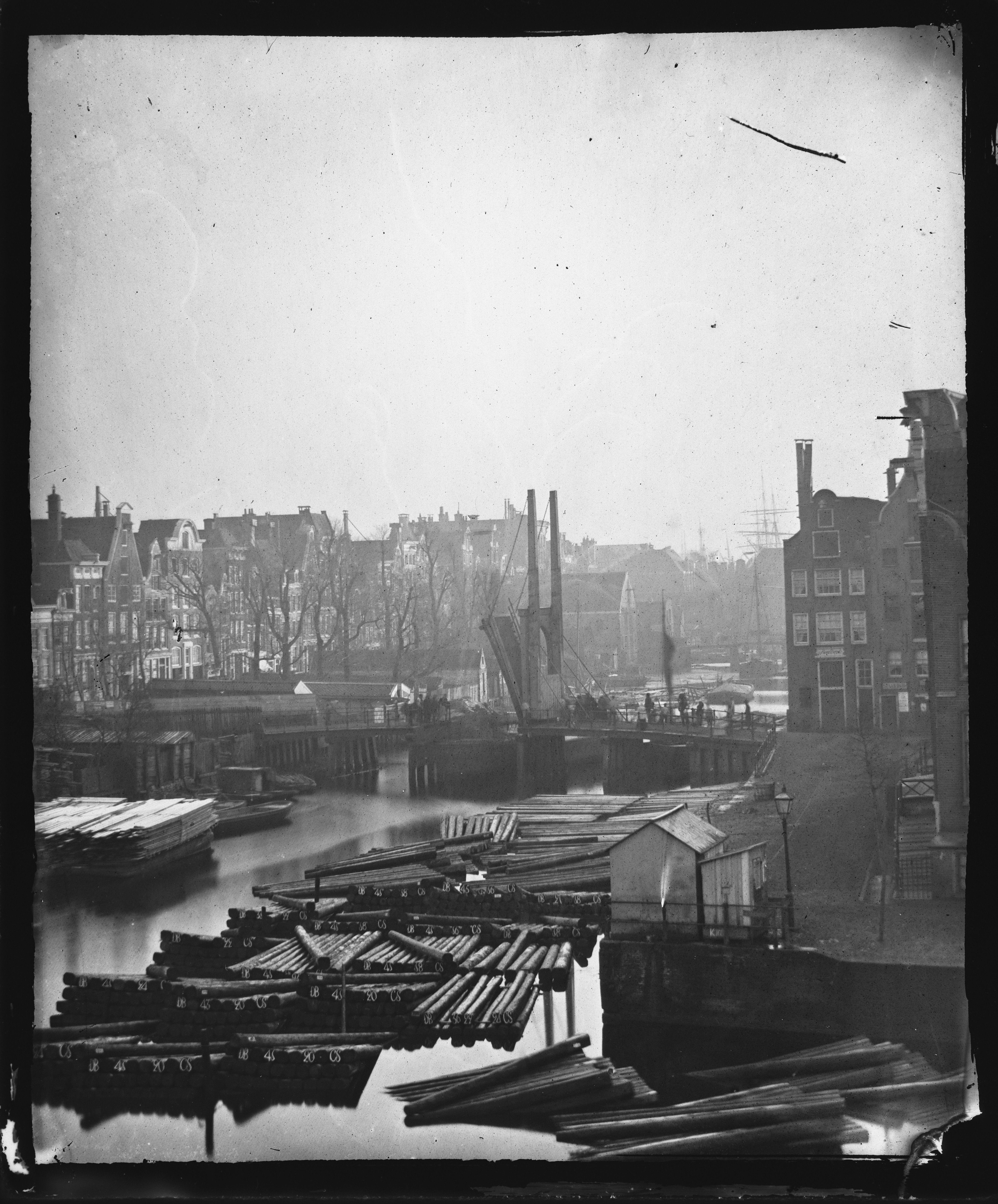
De Peperburg volgens Jacob Olie in 1863, Pakhuis Schweeden direct rechts naast de brug aan het eind van de Oostersekade
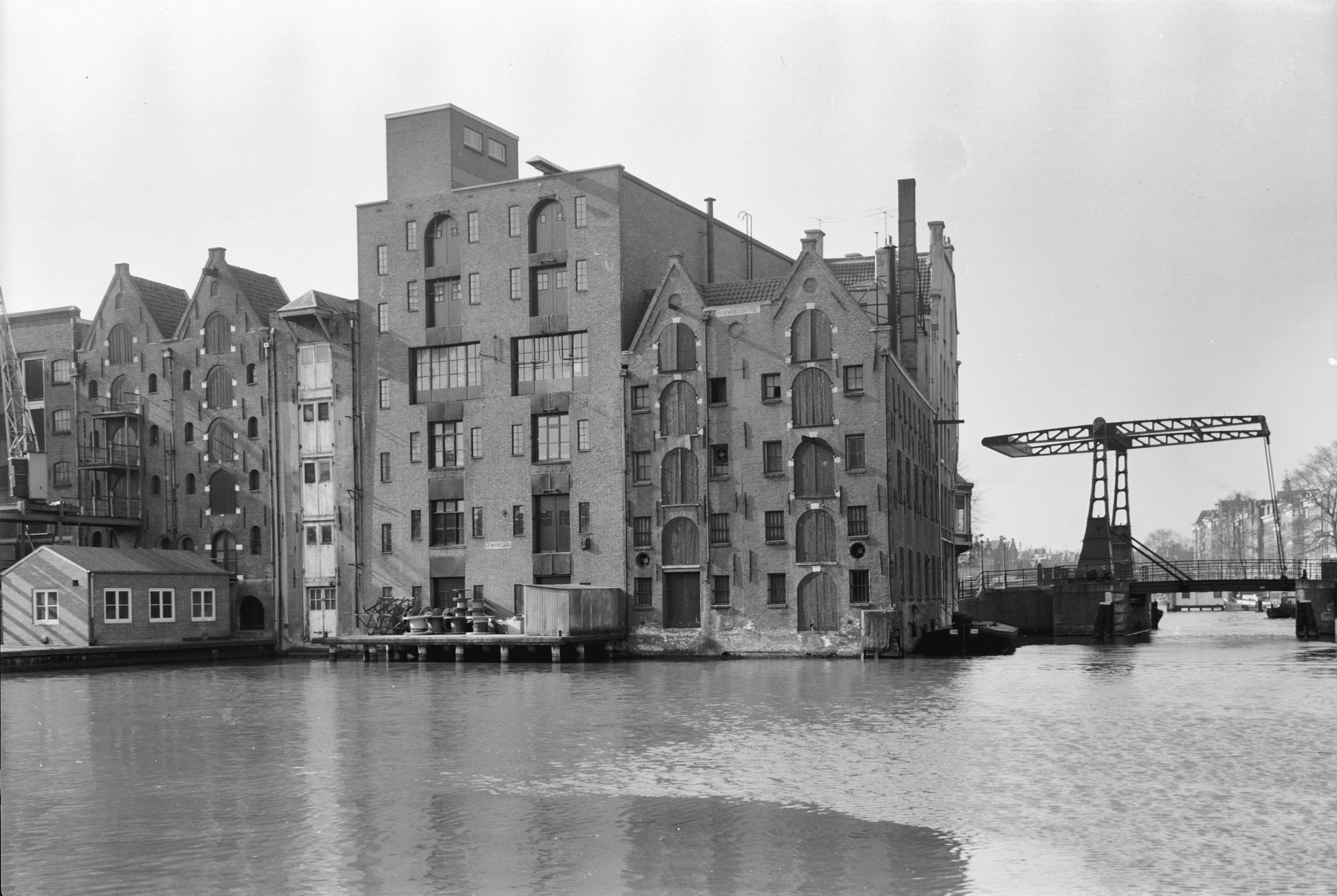
De brug in 1964
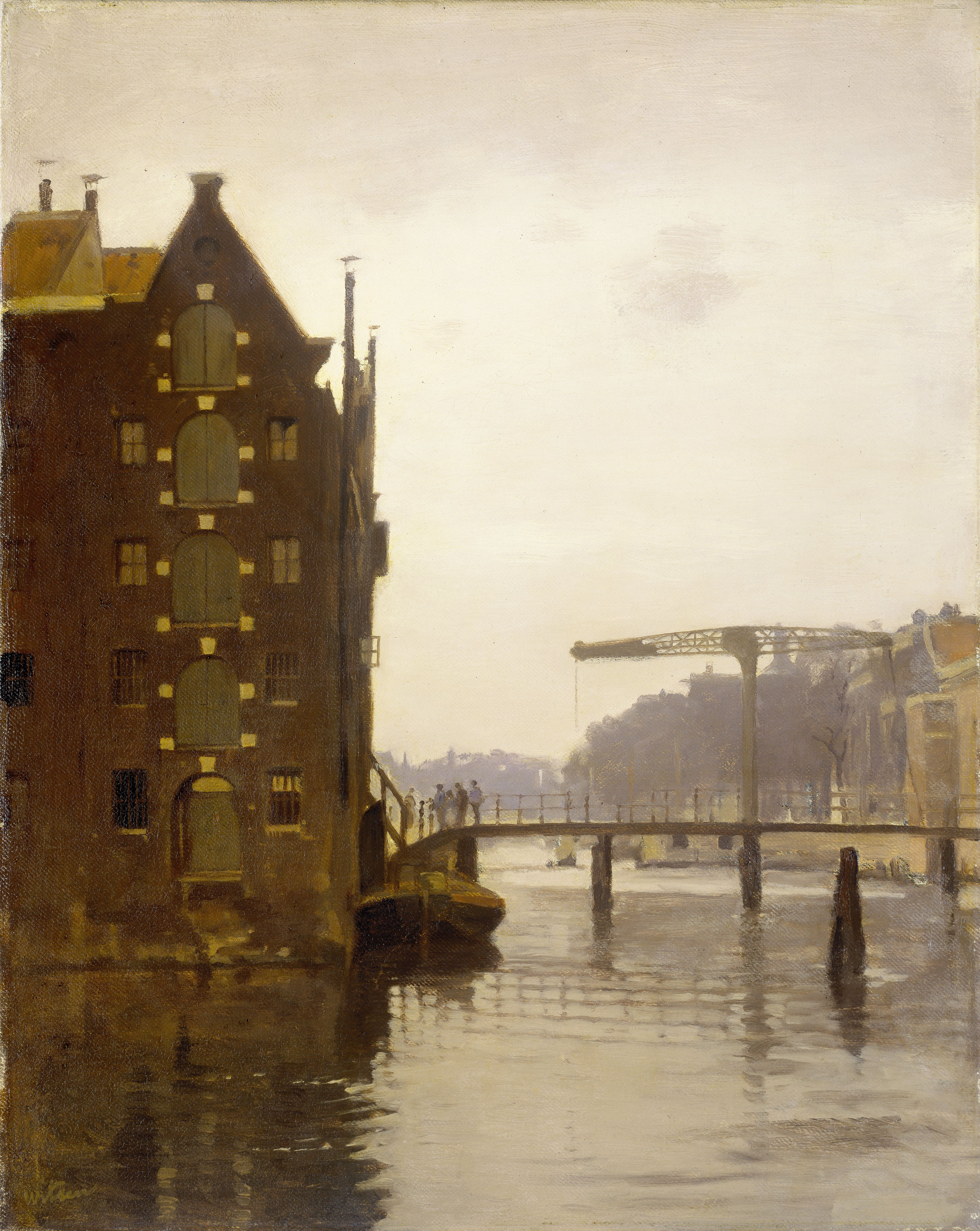
De Peperbrug op een schilderij van Willem Witsen uit 1911

<<< · 200 · 201 · 202 · 203 · 204 · 205 · 206 · 207 · 208 · 209 ·  210 · 211 · 212 · 213 · 214 · 215 · 216 · 217 · 218 · 220 · 221 · 222 · 223 · 224 · 225 · 226 · 227 · 228 · 228P · 229 · 230 · 231 · 232 · 233 · 234 · 235 · 236 · 237 · 238 · 239 ·  240 · 241 · 242 · 243 · 244 · 245 · 246 · 247 · 248 · 249 ·  250 · 251 · 252 · 253 · 254 · 255 · 256 · 257 · 258 · 259 · 260 · 261 · 262 · 263 · 264 · 265 · 266 · 267 · 270 · 271 · 272 · 273 · 274 · 275 · 277 · 278 · 279 · 280 · 281 · 283 · 285 · 286 · 287 · 288 · 289 · 290 · 291 · 292 · 293 · 295 · 296 · 297 · 298 · 299 · >>>
Brugnummers 219, 268, 269, 276, 282, 284, 294 zijn niet (meer) in omloop.